# Fayence-Manufaktur Münden

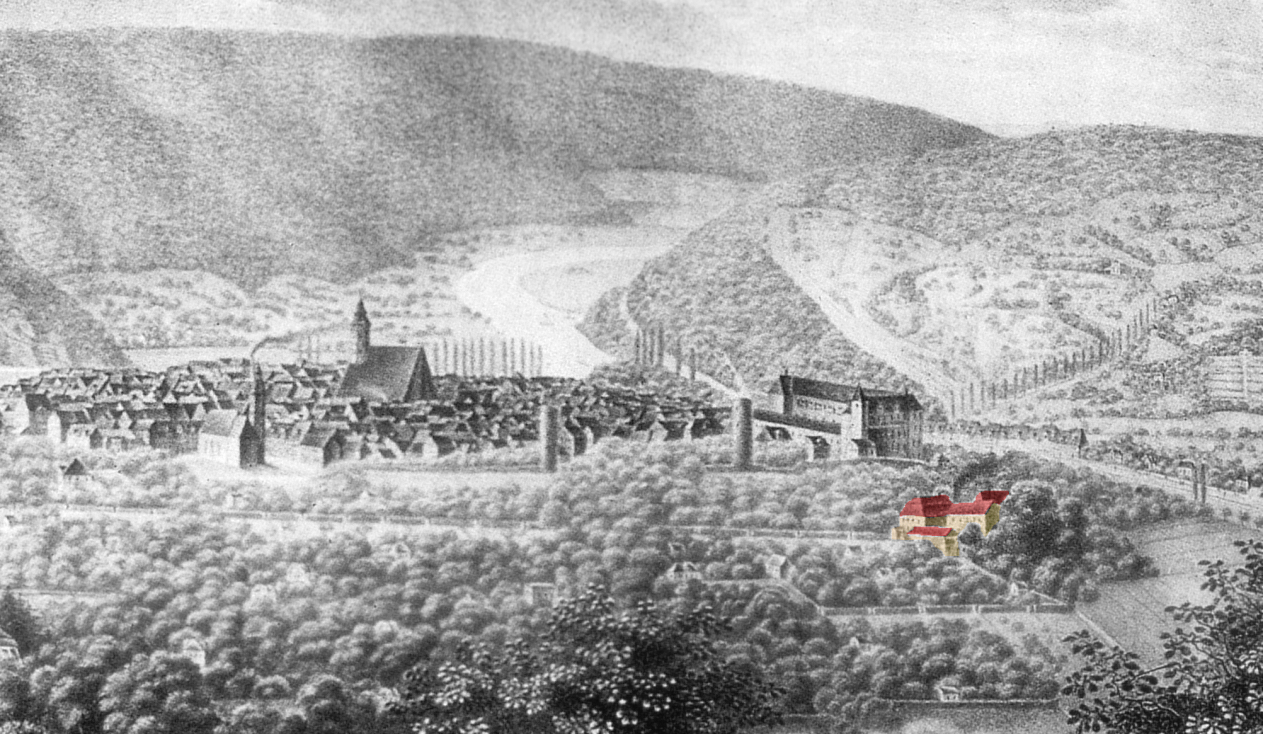
Ortsansicht mit der Fayence-Manufaktur Münden außerhalb der Stadt, 1842 (nachträglich koloriert)

Die Fayence-Manufaktur Münden war eine von 1732 bis 1854 bestehende Manufaktur für Fayencen in Münden, deren Porzellanmarke drei Cs in Anlehnung an das Stammwappen der Familie von Hanstein mit den drei Halbmonden darstellt. Als umfangreichste Sammlung von Stücken aus dieser Manufaktur gilt die Dauerausstellung im Städtischen Museum Hann. Münden im Welfenschloss Münden. Einzelne Stücke, besonders seltene Vasen in einer Art Netzdekor, befinden sich heute ebenso im Kestner-Museum in Hannover.

## Geschichte

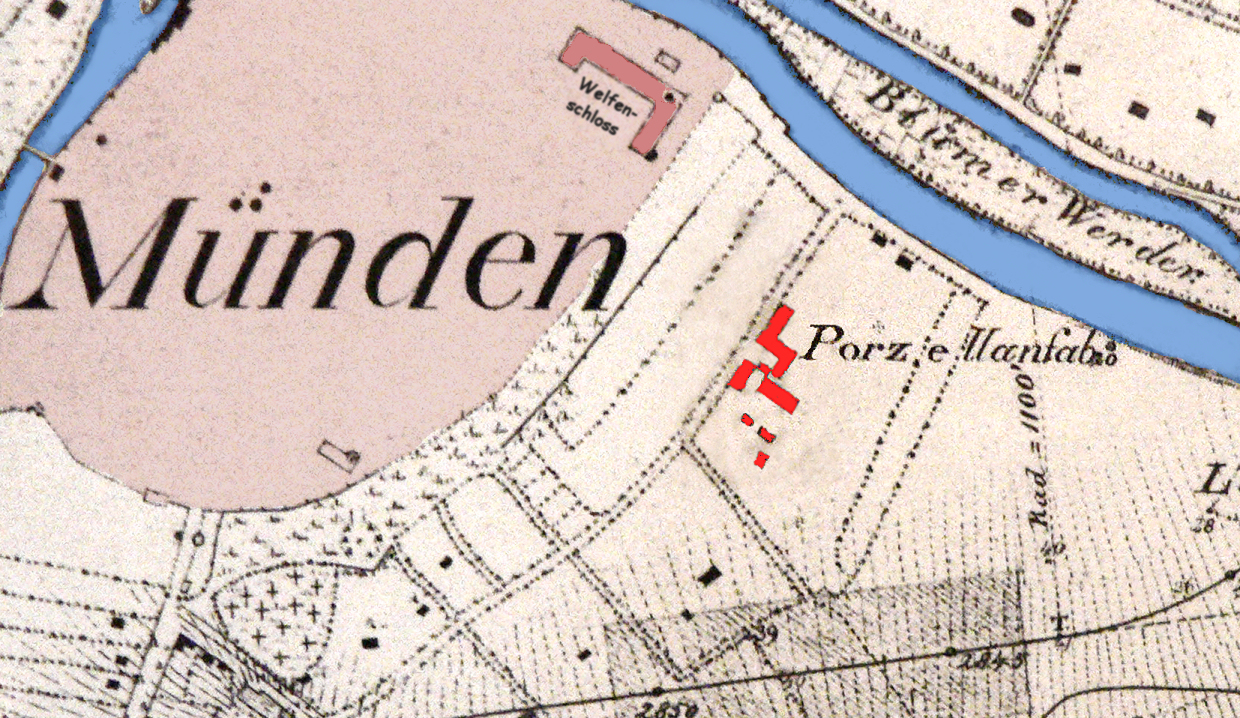
Ortsplan mit dem Standort der Fayence-Manufaktur Münden, damals außerhalb der Stadt im sogenannten Fabrikgarten

Der Mündener Landdrost Carl Friedrich von Hanstein hatte am 20. Juni 1755 durch Kurfürst Georg II. rückwirkend eine Konzession für eine „Porzellain Fabrique“ mit dem ausschließlichen Produktionsprivileg für Münden und Umgebung erhalten. Die eigentliche Gründung geht jedoch auf das Jahr 1732 zurück, als Carl Friedrich von Hanstein auf dem Steinberg und dem Hühnerfeld bei Münden eine „Töpferei und Pfeifenfabrik“ anlegte. Zu dieser gehörten ein Braunkohleabbau, ein Eisenwerk, eine Alaunsiederei, eine Ziegelei und eine Fertigungsstätte für Schmelztiegel. Die Töpferei entwickelte sich zu einer „Fayencerie“ weiter, der Kurfürst Georg II. 1755 rückwirkend die Konzession für eine Porcellain-fabrique für unechtes Porcellain in Münden erteilte, sowie ein Fabrikationsprivileg und die Erlaubnis, die Ware im In- und Ausland zu verkaufen. Existiert hatte die Fabrikationsstätte aber bereits früher, da ein Walzenkrug aus der Manufaktur die Jahreszahl 1753 trägt und außerdem ein Eintrag im Kirchenbuch der Mündener St. Aegidienkirche die Eheschließung eines Laquierers und Porzellain-Fabrikante für das Jahr 1747 bezeugt.
Im Siebenjährigen Krieg wurde Münden ab 1757 wiederholt von französischen Truppen besetzt, was zu einer Zerstörung eines Teiles der Fabrikationsstätte, beispielsweise der Schmelztiegelfabrikation, führte. Daraufhin wurde die Fayencemanufaktur 1757 auf ein stadtnahes Gelände an der Werra verlegt, das etwa 100 Meter vor der Mündener Stadtmauer lag.
1786 forderte der Eigentümer der Manufaktur, Johann Carl Friedrich von Hanstein, der Sohn des Gründers, eine Erhöhung des Zolls für ausländische Keramikware, besonders für englisches Steingut, was aber abgelehnt wurde, da „solche Vergünstigungen nicht die Unternehmung befördern, sondern nur die bekanntermaßen nicht unbeträchtlichen Einnahmen des Fabrikbesitzers vermehren würden.“

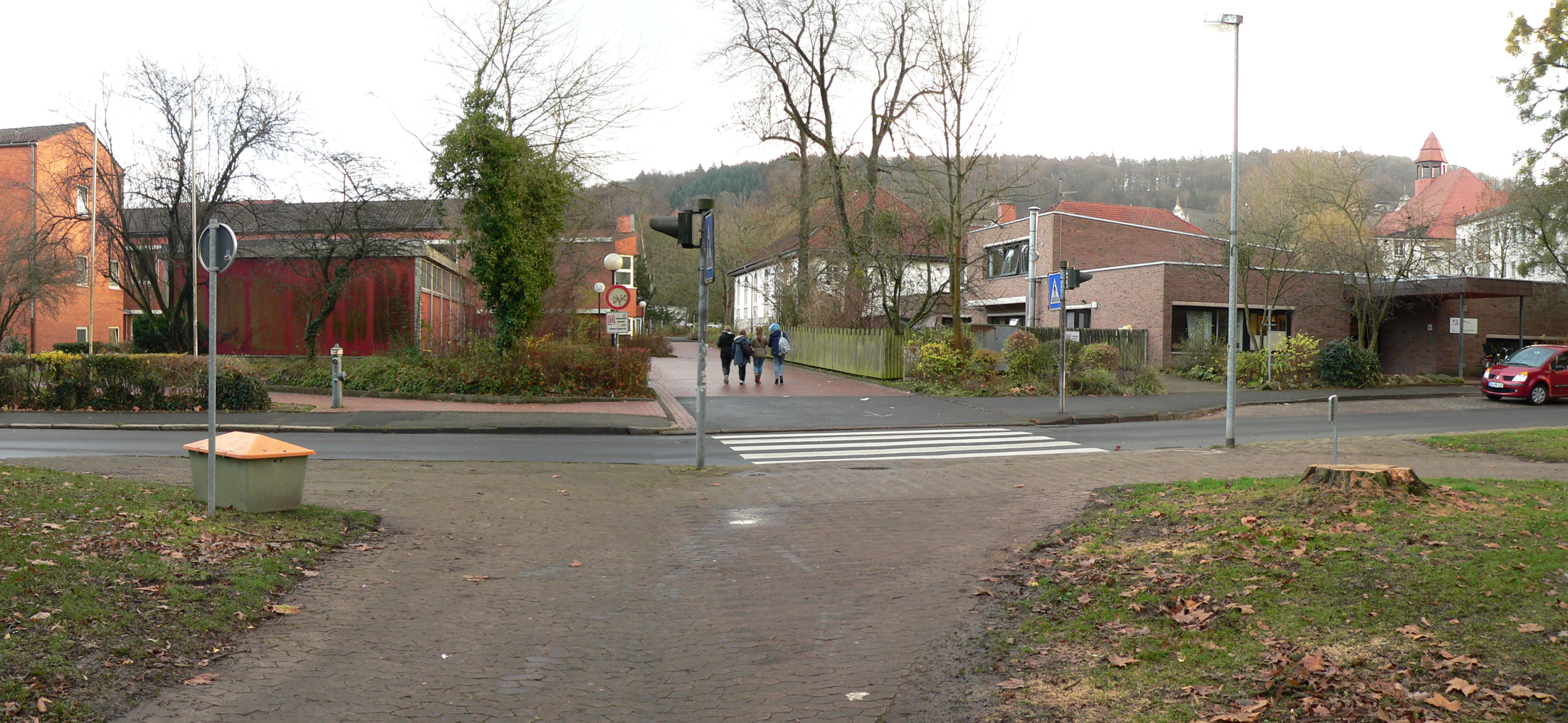
Der heute überbaute Bereich der Manufaktur im Ort, links Schulgelände, rechts Kindertagesstätte

Später kam die Fertigung von „englischem Steingut“ hinzu. Nach dem Tod von J.C.F. von Hanstein im Jahr 1797 übernahm sein Sohn Ernst Carl Friedrich Georg von Hanstein die Leitung. Er verkaufte die Manufaktur im Jahr 1806, nachdem sie über drei Generationen in Familienbesitz stand, an den pensionierten Hauptmann Falckmann. Der Betrieb erfuhr durch die von Napoleon verhängte Kontinentalsperre einen enormen Aufschwung. Unter dem Bremer Kaufmann Johann Baptist Hack als neuem Eigentümer wurden 1811 etwa 150 Mitarbeiter beschäftigt und Waren für 25.000 Taler abgesetzt. Dessen Verwandte übergab den Betrieb an den Kaufmann Wüstenfeld weiter. Nach dem Ende der Kontinentalsperre 1811 ging es mit dem Betrieb ständig bergab. Mit dem Anschluss Hannovers an den Deutschen Zollverein 1854 endete auch die Herstellung von Waren in der Manufaktur. Möglicherweise war für die Betriebseinstellung die Aufhebung der Zölle für die preiswertere Ware aus dem Ausland und der dadurch verstärkte Konkurrenzdruck verantwortlich.
Neben der Fayence-Manufaktur Münden gab es im südlichen Niedersachsen drei weitere Produktionsstätten, die im 18. und 19. Jahrhundert in einem Zeitraum von etwa 150 Jahren bestanden. Dazu zählten zwei Braunschweiger Manufakturen und die Fayence-Manufaktur Wrisbergholzen.

## Personal, Erlös, Rohstoffe, Produktionsbedingungen und Vertrieb
1788 lebten von der Fayenceproduktion in Münden 128 Menschen. Der Wert der jährlich hergestellten Ware betrug 7000 bis 8000 Taler. Zu dieser Zeit zählte das Unternehmen rund 120 Arbeitskräfte, von denen 36 Männer (8 Maler, 4 Dreher und Former), 25 Frauen (5 Maler, 2 Dreher und Former) sowie 59 Jugendliche (11 Maler, 8 Dreher und Former) waren. Die Manufaktur hatte Niederlassungen unter anderem in Bremen, Duderstadt, Fritzlar, Goslar, Hannover, Kassel und zahlreichen anderen Orten. Als Rohstoff für die Keramik dienten Ton und Sand aus dem geologischen Zeitabschnitt Tertiär. Für die Produktion konnte das Material direkt an der Basaltkuppe des kleinen Steinberges gewonnen werden. Hier hatte von Hanstein bereits 1732 damit begonnen, auch Braunkohle abzubauen. An Rohstoffen aus heimischen Quellen wurden 1788 verbraucht:
| Heimische Zutaten - 70 Zentner Blei - 200 Fuder Erde - 6 Malter Gips für Keramikformen - 2 Zentner Pottasche - 10 Malter Salz (für Salzglasuren) - 50 Fuder Sand - 18 Fuder Ton - 300 Fässer - 59 Bürsten - je 6 hölzerne Siebe, härne (aus Horn) Siebe und Drahtsiebe - 400 Pfund Thran (für die Öllampenbeleuchtung) - 24 Pfund Baumwolle (u. a. für Dochte) - 180 Klafter Brennholz - 6 Ries Papier für die Abrechnungen und Schriftverkehr | Importierte Zutaten - 60 Pfund Farben - 3/5 Zentner Schmalte und Kobold aus Sachsen (Email und Kobalt) - 30 Zentner alicantisches Souda (Soda aus der Gegend um Alicante) - 30 Zentner englisches oder ostindisches Zinn Verbrauch für Verpackung und Versand: - 100 Knaul (Knäuel) Bindfaden (auch zum Zusammenbinden der geborstenen Muffeln) - Dielen (Bretter) für 100 Kisten - 200 Schock Nägel - 120 bis 130 Zentner Heu für die Verpackung |

Ein bestimmter Ton wurde rund 10 km südwestlich in der Gegend von Ellerode an der Werra gegraben, und per Schiff transportiert. Dieser Ton wurde aber nicht für die Drehware verwandt, sondern für sogenannte Kohker, auch Muffeln genannt. In diesen offenen keramischen Gefäßen wurden die zu brennenden Fayencen gesetzt, um sie vor der direkten Feuereinwirkung zu schützen. Da diese Muffeln nach kurzen Gebrauch bereits Risse bekamen und zerbrachen, verwandte man Bindfaden zum Zusammenbinden noch brauchbarer Bruchstücke. Offenbar widerstand der Faden der Brennofenhitze. Nach Verpackung in mit Heu gefüllten Kisten wurde die fertige Ware auf Flöße verladen und verschifft.
Hauptabsatzgebiete der Mündener Fayencen waren um 1788 das Kurfürstentum Hannover und das Herzogtum Braunschweig. Der Warentransport erfolgte von Münden aus vorwiegend auf dem Wasserweg über Weser, Werra und Fulda. Später bediente sich die Manufaktur auf der Weser nicht mehr der Mündener Schiffer, sondern der Holzhändler und Flößer aus Gimte. Niederlassungen und Verkaufshäuser der Mündener Fayencemanufaktur lagen entsprechend der Transportwege vielfach an Flüssen. Im Einzelnen bestanden sie in den Orten:
| - Kassel - Fritzlar - Mühlhausen - Nordhausen - Lüchtringen | - Duderstadt - Göttingen - Northeim - Herzberg am Harz - Moringen | - Einbeck - Goslar - Hannover - Celle - Nienburg/Weser | - Hameln - Hoya - Lüneburg - Bremen |

## Produkte und Kennzeichnung

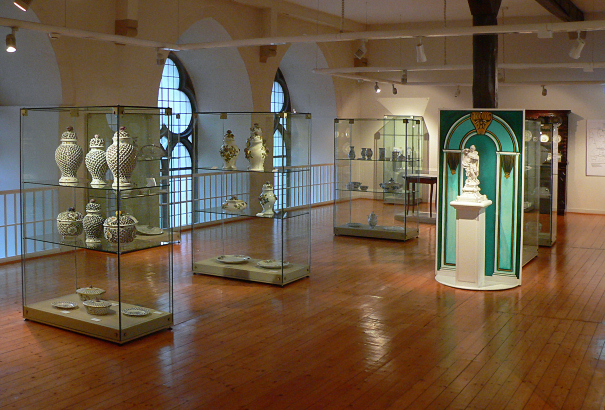
Ausstellung von Produkten der Fayence-Manufaktur Münden im Städtischen Museum Hann. Münden im Welfenschloss

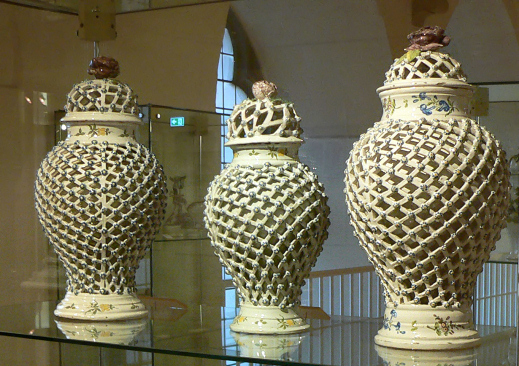
Netzvasen im Städtischen Museum Hann. Münden

Die von der Manufaktur verwendete Herstellermarke war zumeist jene mit den drei Buchstaben „C“ oder sogenannten Sicheln, die den drei Halbmonden des Hansteinschen Stammwappens entsprachen oder auch als Kennzeichen ein „M“. Zusätzlich waren die Gegenstände mit einem Monogramm des jeweiligen Künstlers versehen. So war beispielsweise der Maler Georg Christoph Schäfer um 1789 dort tätig, dessen Werkstücke mit einem „S“ versehen wurden. Ein „B“ hingegen weist auf den Maler Ernst Ludwig Barthold hin, der von 1787 bis 1797 für die Manufaktur arbeitete. Weitere Künstler waren der Glasmaler Johann Nicolaus Fleischhauer, der um das Jahr 1764 dort arbeitete und Peter David Pielke, der hier in den Jahren 1768 bis 1791 tätig und dem die Malerinitiale „P“ zugeordnet war.
Zu den besonderen und hochwertigen Produkten der Manufaktur zählten die sogenannten Netzvasen. Sie waren Luxus-Bestandteile der bürgerlichen Wohnkultur des 18. und 19. Jahrhunderts und dienten als Potpourri der Verbesserung des Raumduftes. Einige sind in der Sammlung des Städtischen Museums Hann. Münden im Welfenschloss Münden ausgestellt. Die Mündener Netzvasen zeichnen sich durch eine netzartige, an den Kreuzungspunkten mit Blümchen besetzte Struktur aus. Diese wurden aus zwei zusammengefügten Teilen angefertigt. Dabei musste die netzförmige Hülle durch einen senkrechten Schnitt geöffnet werden, um den eigentlichen Vasenkörper aufzunehmen. Anschließend wurde die Hülle wieder verschlossen. Die in Münden hergestellten Fayencen wurden in der Anfangszeit ausschließlich mit Unterglasurfarben bemalt und ergaben das Dekor. Die Farbtöne variierten dabei von Manganviolett bis zu einem matten Grün und untergeordneten Blau- und Gelbtönen. Ab 1770 wurden auch sogenannte Muffelfarben verwandt, was eine reichere Farbgebung ermöglichte.
Neben den dekorativ künstlerischen Produkten stellte die Manufaktur vor allem seriell gefertigte Haushaltskeramik, wie Butter- und Pastetendosen, teilweise in Tierform, Tassen, Teller, Schüsseln und große Suppenterrinen her. Eine ähnliche bauchige Form wie diese Terrinen, die es in prächtiger und einfacher Ausführung gab, wiesen die Potpourris auf. Außerdem gab es Becken für Barbiere, Bidets und Blumentöpfe, Schreibgarnituren und Wandvasen in Blau- und Buntmalerei mit Lochreihen zum Stecken der Blumen. Am besten verkauften sich allerdings die sogenannten Walzenkrüge oder Humpen in einfachem Dekor, wie stilisierte Landschaften mit Blumen und Tieren. Auch genrehafte Szenen mit Personen ländlichen Charakters waren ebenso beliebt wie das in Kartuschen gemalte Sachsenross. Typisch für das Mündener Dekor der exportierten Walzenkrüge ist eine auf Felsen dargestellte stilisierte Palme, in der Landschaft verteilte angedeutete Gatter oder Zäune und Sinnsprüche auf Deutsch oder Dänisch. Hingewiesen sei noch auf die Teetische. Das waren Holzgestelle, auf denen eine Fayenceplatte ruhte, und die nur von Manufakturen aus dem Ostseeraum bekannt waren, aber auch in Münden als südlichstem Produktionsort hergestellt wurden.

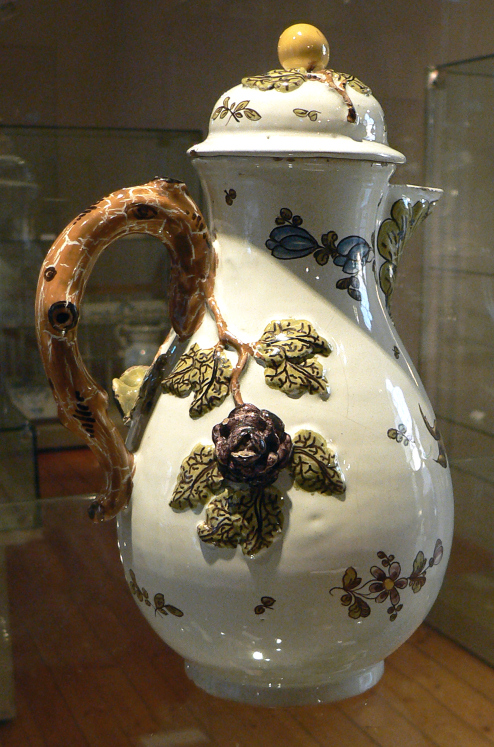
Kaffeekanne um 1780, Städtisches Museum Hann. Münden
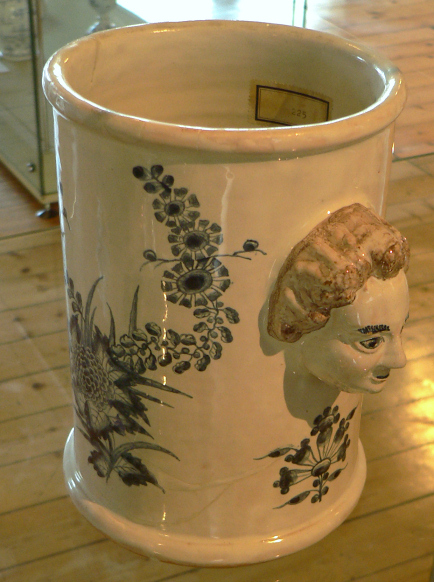
Flaschenkühler um 1750
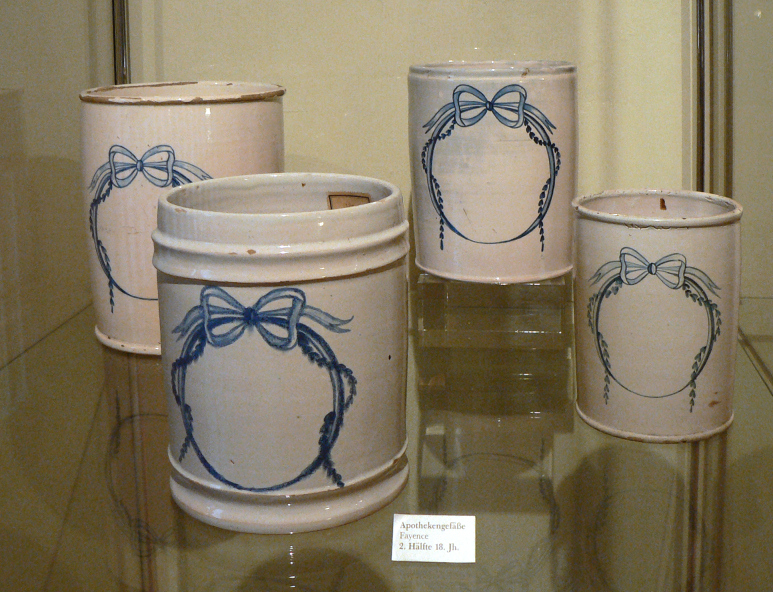
Apothekengefäße um 1750
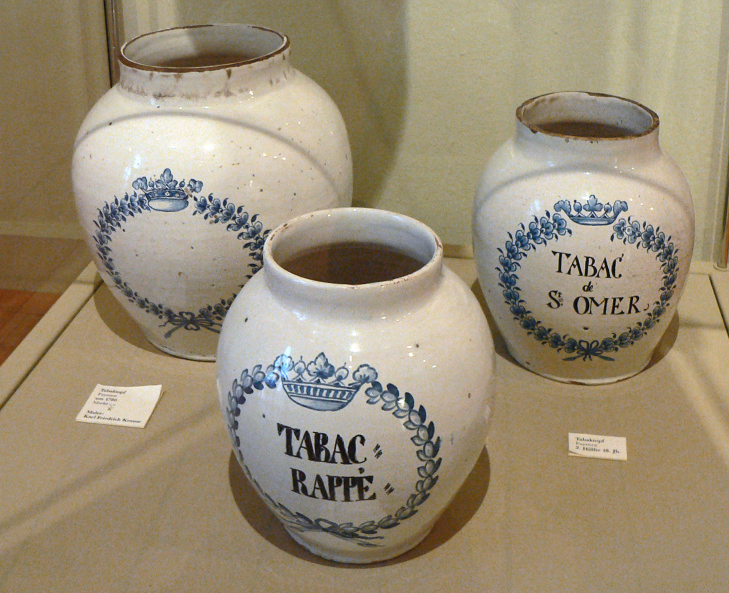
Tabaktöpfe um 1770
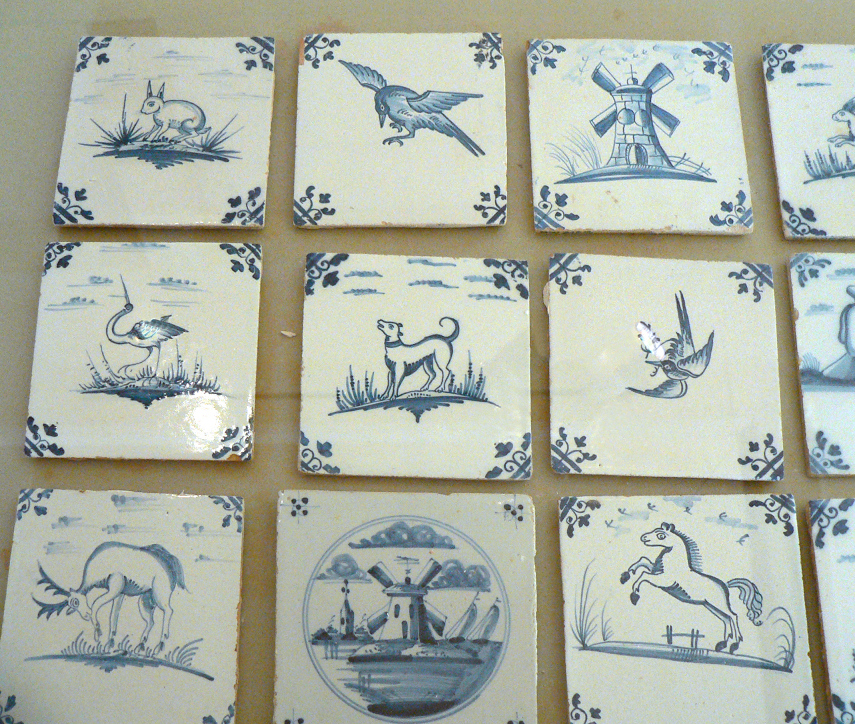
Fliesen mit blauen Motiven